# Frontera entre Uganda i el Sudan del Sud
La frontera entre Uganda i Sudan del Sud és la línia fronterera de 435 kilòmetres, en sentit Oest-Est, que separa Sudan del Sud, estats d'Equatòria Central i Equatòria Oriental de la Regió Nord d'Uganda. A l'est comença al trifini Sudan del Sud-Uganda-República Democràtica del Congo, passa per les proximitats i a l'extrem oriental del nou trifini entre ambdós països amb Kenya.
Després de diversos conflictes des del segle xix, el Sudan, sota domini del Regne Unit i del Sudan, conquesta la seva independència el 1956. Vas definir la seva frontera amb el protectorat d'Uganda que va obtenir la independència el 1962. Aquesta frontera fou marcada, de 1989 a 2005, pels conflictes entre a SPLA i el govern sudanès, i corresponia a una de les fronteres meridionals del Sudan. Entretant, amb la independència del Sudan del Sud el 2011, aquesta frontera passà a delimitar els territoris del Sudan del Sud (a Equatòria Central) i d'Uganda. És una zona zona en disputa, i alhora conflictiva amb enfrontaments armats.